# Thelypteris nana
Thelypteris nana är en kärrbräkenväxtart som beskrevs av A. Rojas. Thelypteris nana ingår i släktet Thelypteris och familjen Thelypteridaceae. Inga underarter finns listade.